# Wilhelm Röttger
Wilhelm Friedrich (Willy) Röttger (Hannover, 6 maart 1894 - aldaar, 13 september 1946) was een Duitse beul tijdens de Tweede Wereldoorlog.
Willy Röttger werd geboren in Hannover. In de Eerste Wereldoorlog diende hij in de ketelruim van een slagschip. Daarna werkte Röttger als automonteur, als drager bij begrafenissen en als beulsknecht.
Tijdens de Tweede Wereldoorlog was Röttger een van de beulen in de gevangenissen Berlijn-Plötzensee en in Brandenburg-Görden. Met zijn drie assistenten verrichtte hij een paar duizend executies in het Derde Rijk, waarmee hij de meest productieve beul werd van het Derde Rijk. Zo voerde Röttger in september 1943 in totaal 324 executies uit, de zogeheten Plötzenseer Blutnächte. Verder was hij ook verantwoordelijk voor de executies van de deelnemers van het mislukte complot van 20 juli 1944.
Na de oorlog werd Röttger in 1946 in een ziekenhuis in Hannover ontdekt. Hij stierf kort na zijn arrestatie in de gevangenis in Hannover op 13 september 1946.